# Om mani padme hum
Cette page contient des caractères spéciaux ou non latins. S’ils s’affichent mal (▯, ?, etc.), consultez la page d’aide Unicode.

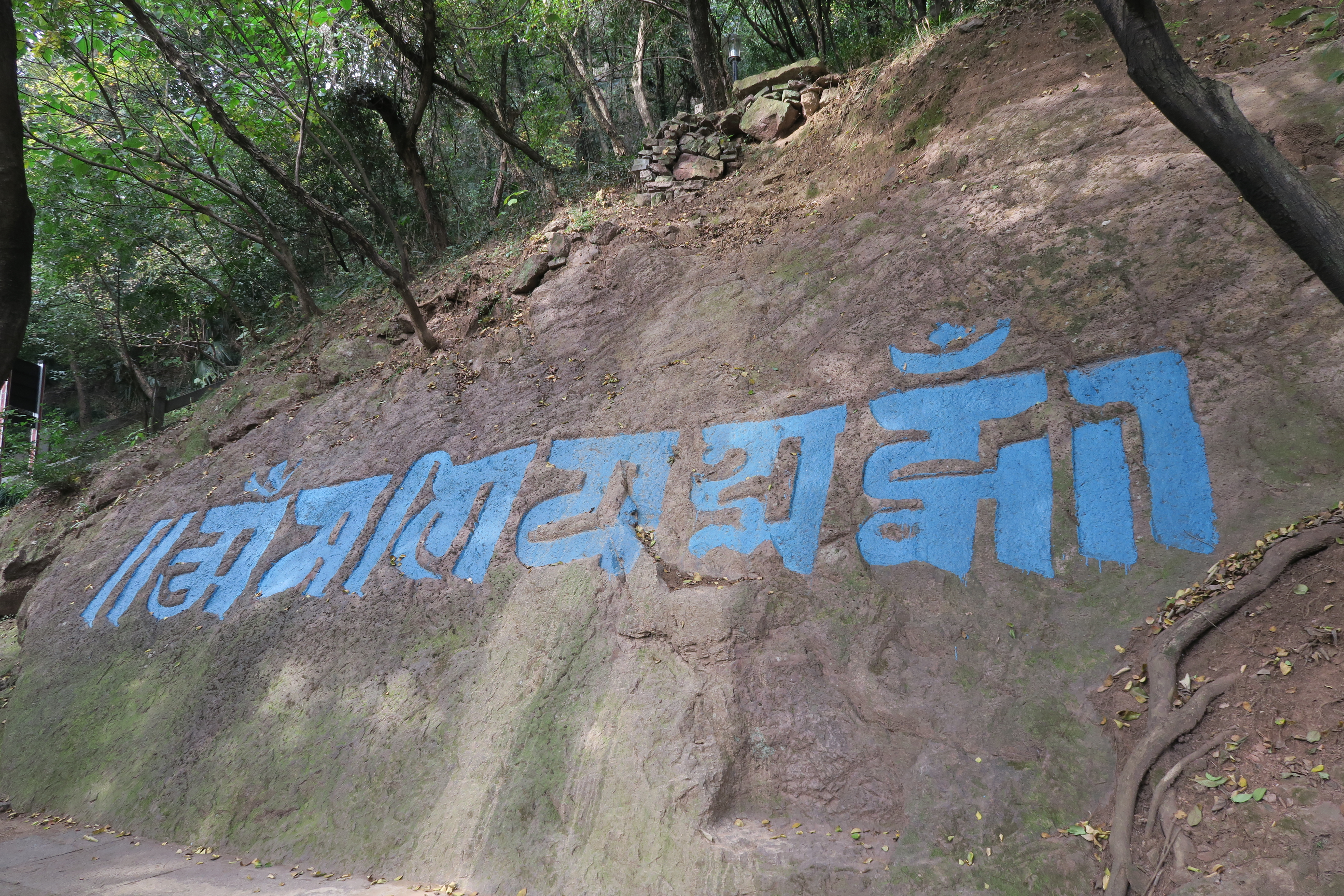
Le mantra en ranjana népalais, moya shike, à Ningbo, au nord-est de la province du Zhejiang (Chine).

Le mantra en tibétain.

Om maṇi padmé hoûm (en sanskrit ॐ मणि पद्मे हूँ / oṃ maṇi padme hūṃ), parfois suivi d'une septième syllabe  (हृः / hr̥ḥ), ayant pour diminutif मणि / maṇi, est un des plus célèbres mantras du bouddhisme, issu de sa branche mahāyāna,. C'est le mantra des six syllabes du bodhisattva de la compassion (karuṇā) Avalokiteśvara (Guanyin en chinois,, Gwan-eum en coréen (hangeul : 관음) Kannon en japonais, Chenrezig en tibétain).
Il est donc également appelé « mantra de la grande compassion » (mahākaruṇā) et considéré comme important dans le bouddhisme tibétain, courant dans lequel Karma Pakshi, le 2e karmapa l'a popularisé au XIIIe siècle.

## Vue générale
Mantra du bodhisattva Avalokiteśvara, « Om mani padme hûm » est profondément ancré dans la vie quotidienne de toute la sphère culturelle tibétaine, où il est abondamment psalmodié et recopié. Il est souvent appelé « incantation en six syllabes ».
Le mantra semble apparaître pour la première fois dans le Karandavyuha-sutra (en), texte datant du Ve siècle et qui a dû être traduit en tibétain un peu avant 812 puisqu'il figure dans le catalogue Ldan dkar ma des traductions de la période impériale publié cette année-là (v. kangyour) Toutefois, il semble bien que le mantra n'est devenu réellement populaire qu'à partir du XIe siècle.
Dans le bouddhisme tibétain, ce mantra est souvent lié aux six destinées, et sa répétition – comptée avec le mâlâ à 108 grains – est censée éviter de mauvaises destinées à la personne qui le psalmodie. Ces récitations peuvent être complétées (et multipliées) par la rotation de moulins à prières – sur lesquels est souvent reproduit ce mantra. Ce dernier est aussi fréquemment calligraphié sur des rochers, car sa présence physique est une protection pour qui se trouve dans un tel endroit.
C’est à partir du XIIIe siècle que l’Occident a entendu parler du mantra om mani padme hûm, par le biais du franciscain Guillaume de Rubrouck, et plus tard par celui de jésuites séjournant en Asie. Par la suite, le mantra s’est progressivement répandu l’Occident où il est aujourd'hui très présent, en particulier dans divers mouvements spirituels.

### Traduction
La question de sa traduction est disputée. Selon A. Gardner, le mantra est une invocation au bodhisattva sous les traits de Maṇipadma (le e final étant la marque au cas du vocatif d’un mot féminin) et on peut donc le traduire ainsi : « Om Ô [toi qui] as un bijou et un lotus Hum » Mais en Occident, toujours selon Gardner, cette lecture – pourtant répandue chez les exégètes tibétains depuis au moins le IXe siècle – est largement délaissée au profit de « Salut au joyau dans le lotus » (padme serait alors au cas locatif), ce qui est une erreur.

## Histoire

### Un mantra venu du Cachemire
C'est à l'origine un texte des sutras du mahāyāna, La plus ancienne description connue de ce mantra est dans le Kāraṇḍavyūhasūtra (en) (chinois : 佛說大乘莊嚴寶王經, Bouddha parle du sutra du sublime roi trésor Mahayana, composé au Cachemire et datant de la fin du IVe siècle ou début du Ve siècle (Taisho Shinshu Daizokyo, 1050)). Le Kāraṇḍavyūhasūtra a été traduit en français par Eugène Burnouf en 1837.
On a retrouvé en Chine une pierre datant de 1348, sous la dynastie Yuan, de nationalité mongole, sur laquelle est inscrit ce texte dans six des langues de l'Empire chinois d'alors (mandarin, tibétain, lanydza, ouïghour, phagspa et tangoute). Il existe de nombreuses autres pierres gravées de ce mantra dans toute l'Asie.

### Essor particulier au Tibet

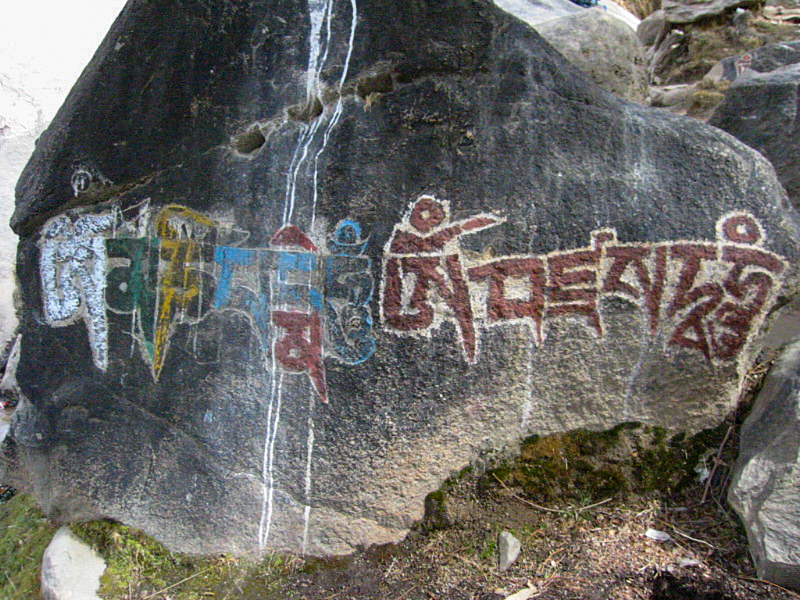
Mantra de Tchenrézi (Avalokiteshvara) près du Potala au Tibet.
Le texte polychrome à gauche est le premier mantra du bouddhisme tibétain, en sanskrit (en tibétain : ༀམནིཔདྨེཧཱུྃ; Wylie : oMmanipad+mehU~M). Le texte monochrome à droite est en sanskrit « Om Vajrasattva Hūm », une invocation à l'incarnation de la pureté originelle.

Avalokiteśvara (Tchenrézi en tibétain) est considéré comme une divinité patronne du Tibet par les Tibétains, et il fait l'objet d'un culte où le mantra à six syllabes joue un rôle primordial. Karma Pakshi, 2e karmapa, popularisa le chant mélodique du mantra de ce bodhisattva de la compassion au Tibet au XIIIe siècle. Lors de la cérémonie de la coiffe noire, spécifique du karmapa, celui-ci récite 108 fois ce mantra tout en utilisant un mala (rosaire) en cristal.
Le mantra om mani padme hum est considéré comme le sceau distinctif du bouddhisme au Tibet, où il est omniprésent. Il y est aussi le mantra le plus courant. On le trouve sur les bannières de prières, les pierres mani, en inscription sur les montagnes, au seuil des maisons et des monastères, psalmodié fréquemment par les pèlerins égrenant des rosaires ou actionnant des moulins à prières (mani khorlo) enchâssant le mantra imprimé des milliers de fois.
Le Dalaï-Lama étant considéré comme une émanation de Tchenrézi, le mantra lui est lié.

### Découverte en Europe

#### Moyen Âge
C'est durant le Moyen Âge que l'on va entendre parler du mantra pour la première fois en Occident. Le franciscain Guillaume de Rubrouck, envoyé du Pape auprès des Mongols se rend à Karakorum, la capitale de l'Empire mongol en 1254. Il rencontre alors nombre de lamas tibétains, et donne un premier éclairage sur le « lamaïsme ». Il voit des prêtres qui « ont toujours en main des cordes avec cent ou deux cents grains », assez semblables selon lui aux chapelets chrétiens, et qui répètent sans cessent ces mots « On mani baccam », signifiant, « Dieu, tu connais » selon, précise Rubrouck, « la traduction que l'un [des prêtres] m'a donnée »,,. Dans la version de l'œuvre de Rubrouck traduite en français en 1654 par Pierre Bergeron, celui-ci transcrit « Ou mam kaotavi ».

#### XVIIeetXVIIIesiècles
De Tsaparang où il se trouve, le jésuite Antonio de Andrade mentionne à son tour, dans une lettre datée du 16 août 1626, cette invocation qui l'intrigue car, dit-il, « il n'est personne qui ne la répète continuellement, et c'est ce qu'ils récitent habituellement avec leur chapelet ». Il en demande l'explication à quelques lamas de Tsaparang, sans obtenir de réponse satisfaisante. Une quarantaine d'années plus tard, le jésuite Johann Grueber, qui séjourna avec son confrère Albert Dorville à Lhassa en 1661, explique à Athanasius Kircher, qui le consigna dans sa China illustrata (1667), que les Tibétains vénèrent le dieu « Manipe » avec l'invocation « O Manipe mi hum » signifiant « Manipe sauve nous! ».
Un autre missionnaire jésuite, en résidence à Lhassa de 1716 à 1721, Ippolito Desideri, en propose une explication. Il a appris le tibétain, et comme il comme il vécu en Inde, il connaît suffisamment de sanskrit pour saisir le sens de Om mani padme hum. Il écrit : « Om n'est pas un terme significatif ; ce n'est qu'un ornement de style, le mot d'ouverture usuel de tout charme [= formule magique]. Le second mot, Mani, signifie joyau tel qu'une perle, un diamant ou toute autre pierre précieuse. Le troisième, Padme [il écrit Pêmé], est composé des deux mots Padma [Pêmà] et E. Padma signifie une fleur, celle qui pousse dans l'eau, dans les étangs et les lacs (...) [= le lotus]. Le E est une particule d'adresse ou d'invocation comme chez nous la particule O. Quant au dernier mot, Hum, comme le premier il n'a pas de signification propre. C'est un simple ornement [de style] terminant toute parole magique. »
Si le capucin Francesco della Penna (qui arriva au Tibet en 1716, juste après Desideri) préféra ne pas se prononcer sur le mantra au prétexte que l'explication en serait trop longue, dans la seconde édition de l'Alphabetum Tibetanum (Rome, 1762), ouvrage qui fut alimenté par la documentation collectée par la mission des capucins au Tibet, le religieux orientaliste Antonio Agostino Giorgi o.s.a. (1711-1797) fournit une édition commentée du mantra, en ne manquant pas de poser l'équivalence des Om bouddhique et brahmanique.

#### XIXesiècle
Victor Adolphe Malte-Brun écrit en 1853 : « Dans la religion du Bhoutan, comme dans celle du Tibet, il existe une formule sacrée dont les mots hom-ma-ni-pê-mé-houm sont de nature à ne pouvoir être traduits d'une manière satisfaisante à cause de leur sens abstrait et mystique. Toute la doctrine lamaïste se résume dans cette formule : hom adoucit les tribulations du peuple ; ma apaise les angoisses des lamas ; ni soulage les chagrins et les afflictions des hommes ; pe diminue les douleurs des animaux ; houm enfin tempère les souffrances et les peines des damnés. Cette célèbre formule est répétée par tous les religieux ; elle est écrite en tous lieux, sur les bannières, sur les temples, sur les casques des chefs, sur les murailles des habitations et sur les montagnes : quelques-unes de celles-ci la présentent formée avec de grosses pierres fixées dans le sol, de manière qu'on peut la lire d'une très grande distance. »

### Présence contemporaine dans le monde bouddhique
Le rayonnement du mantra est très grand dans le bouddhisme mahāyāna (Chine, Corée, Viêt Nam), ainsi que dans le bouddhisme vajrayana (Région autonome du Tibet, Mongolie-Intérieure et d'autres régions de Chine, ainsi qu'en Mongolie, au Bhoutan et dans certaines républiques de la fédération de Russie). Cependant, il est peu répandu au Japon, où le mantra de Kannon le plus courant dans le mikkyō (« bouddhisme ésotérique ») est on arorikya sowaka (en sanskrit : oṃ ālolik svāhā). Il correspond à la forme la plus répandue d'Avalokiteśvara au Japon, à savoir Shō-Kannon. Il est donc à noter que ce mantra est surtout présent dans le bouddhisme de la sphère culturelle tibétaine.
D'autre part, il est considéré comme un paritta (« protection ») dans le bouddhisme theravāda (pratiqué en Asie du Sud-Est — Sri Lanka, Birmanie, Cambodge, Thaïlande, Laos, et Java, ainsi qu'au sud de la province du Yunnan, région limitrophe du Laos et de la Birmanie.

## Le mantra dans diverses langues asiatiques

### Texte original en sanskrit

Le mantra, avec au centre la syllabe essentielle hrīḥ.

Le texte en sanskrit est le suivant: ॐ मणि पद्मे हूँ  ( हृः ) / oṃ maṇi padme hūṃ ( hrīḥ (en) ). On voit ici une septième syllabe, qui  n'est pas toujours récitée mais n'en est pas moins essentielle[réf. nécessaire] puisque, comme on le voit sur l'image ici à droite, elle occupe le centre (caractères blanc sur fond jaune) de la figuration du mantra.
Le mantra oṃ maṇi padme hūṃ est issu d'un ensemble plus grand[réf. nécessaire].
| Texte en devanagari                                                          | Translittération | Traduction française |
| ---------------------------------------------------------------------------- | --- | -------------------- |
| ॐ मणिपद्मे हूँ महाज्ञानचित्तोत्पाद चित्तस्य नवितर्क सर्वार्थ भूरि सिद्धक नपुराण नप्रत्यत्पन्न नमो लोकेश्वराय स्वाहा | Oṃ maṇipadme hūṃ. Mahājñānacittotpāda, cittasya na-vitarka, sarvārtha bhūri siddhaka, na-purāṇa na-pratyutpanna. Namo Lokeśvarāya svāhā. |                      |

### Diverses transcriptions dans le monde bouddhique
Voici diverses transcriptions dans différentes langues d'Asie, suivies de leur romanisation :
- sanskrit : ॐ मणि पद्मे हूँ ; IAST : oṃ maṇi padme hūṃ
- birman : ဥုံမဏိပဒ္မေဟုံ; Òʊɴ manḭ paʔmè hòʊɴ
- chinois : 唵嘛呢叭咪吽 ; pinyin : Ǎn mání bāmī hōng
- coréen : 옴마니반메훔 ; Ommanibanmaehum
- japonais : オーン マニ パドメー フーン ; Ōn mani padomē fūn
- mongol :
  - mongol classique et de Chine : ᠣᠧᠮ ᠮᠠ ᠨᠢ ᠪᠠᠳ ᠮᠡᠢ ᠬᠤᠩ ; Oëm ma ni bad mei qung
  - khalka en écriture cyrillique : Ум мани бадмэ хум ; Um mani badme khum
  - bouriate en écriture cyrillique : Ом маани бадмэ хум ; Om maani badme khum
- tadjik : ᜂᜋ᜔ᜋᜈᜒᜉᜇ᜔ᜋᜒᜑᜓᜋ᜔ ; Um mani pad mi hum
- tangoute : 𗙫𗏵𗐱𗴟𗘺𗦀 ; ·a mja nji pja mjij xo
- thaï : โอมฺ มณิ ปทฺเม หูมฺ ; Xomˌ mṇi pthˌ me h̄ūm
- tibétain : ཨོཾ་མ་ཎི་པ་དྨེ་ཧཱུྃ་ ; Oṃ maṇi padme hāuṃ
- vietnamien : Án ma ni bát mê hồng

## Pratiques et significations

### Portée dans le monde bouddhique

#### Explication littérale et premières interprétations
La syllabe primordiale, Om̐, est sacrée dans les religions dharmiques (bouddhisme, hindouisme, jaïnisme, sikhisme…). Maṇi signifie en sanskrit joyau. Padme est le mot lotus au cas du locatif (ou, autre interprétation possible : vocatif du composé féminin Maṇipadmā, cf. thèse ci-dessous). Enfin, la septième syllabe, optionnelle, hrīḥ, est un bīja, c'est-à-dire une syllabe germe ou essentielle, invoquant alors Avalokiteshvara,.
La  syntaxe du mantra est ambiguë, si bien qu'il contient la possibilité d'un double sens (triple même par une autre possible équivoque, sémantique, d'un langage crypté lié au tantrisme), et comporte ainsi de nombreuses dimensions ; mais il était compris à l'origine, et reste le plus habituellement traduit littéralement par « le joyau dans le lotus », ces deux termes étant eux-mêmes de profonds symboles, que le méditant tient dans esprit. Un joyau est évidemment précieux ; ici on renvoie au joyau-qui-accomplit-tous-les-souhaits (sk. cintāmaṇi, tib. yishin norbu), une sorte de pierre philosophale orientale dont le symbolisme est transmuté au niveau spirituel: il s'agit de notre sagesse innée, la nature-de-bouddha ou tathagatagarbha, mais aussi du guru qui nous en transmet la reconnaissance. Parmi les gemmes, le diamant ou vajra occupe une place spéciale dans le vajrayāna. Par exemple le vajradhātu est la sphère du diamant, inaltérable, claire et brillante, à l'instar de la réalité ultime. Son mandala est extrêmement élaboré et inclut les déités que les syllabes du mantra représentent.
La phrase peut être complétée, comme souvent en sanskrit, par la copule ‒ sous-entendue et donc non prononcée ‒ asti (le verbe « être » à la 3e personne du singulier), et par la 7e syllabe, qui pourrait avoir été choisie comme syllabe germe représentant Tchènrézi (spyan ras gzigs) / Avalokiteshvara (avalokiteśvara) en partie parce qu'elle est, en sanskrit, une abréviation ( हृः / hr̥ḥ ) du mot « cœur » (qui se dit hr̥daya ou, surtout aux cas obliques, hr̥d). Elle retrouve donc ici son sens premier d'abréviation de la seconde forme du mot sanskrit, mise au génitif : hr̥[da]ḥ. La signification de la phrase complétée est alors : « Le joyau [est] dans le lotus [du cœur]. »
La récitation du mantra aux six syllabes s'intègre en effet dans la pratique dite de Tchènrézi. Représenté sous sa forme à quatre bras, ce bodhisattva, tenant le joyau entre ses deux premières mains jointes au niveau du cœur (les deux autres tenant un lotus, et un chapelet symbolisant la récitation du mantra), siège devant le(s) méditant(s) avec « un beau sourire » adressé à chacun, et « ses yeux regardent tous les êtres sensibles avec compassion », l'original tibétain utilisant d'ailleurs pour celle-ci un composé où entre aussi le mot cœur (« thugs-rje »). Après une phase de visualisation avec récitation du mantra, le méditant entre dans « la phase de perfection, Dzorim [rdzogs-rim] » qui, précise Lama Denys Teundroup Rinpoché, disciple autorisé de Kalou Rinpotché, « commence par le lotus, le disque de lune et la lettre HRI en notre cœur, comme précédemment. Et [qui] ainsi, du cœur de Tchènrézi — Tchènrézi à notre place— diffuse comme précédemment une lumière en tout l'espace ‒ lumière omniprésente. Le monde extérieur se dissout en cette lumière qui se résorbe en la clarté et en l'apparence de Tchènrézi qui fond en lumière et se résorbe en la lettre HRI ; la périphérie, lotus, disque de lune se résorbent en la lettre HRI, et son fin filament blanc, lumineux, se résorbe à son tour, de bas en haut, élément dans élément, jusqu'à ne plus être qu'un point blanc qui rétrécit, minuscule, infime, [et] s'évanouit [dans le cœur du méditant]."

#### Symbolique de chaque syllabe

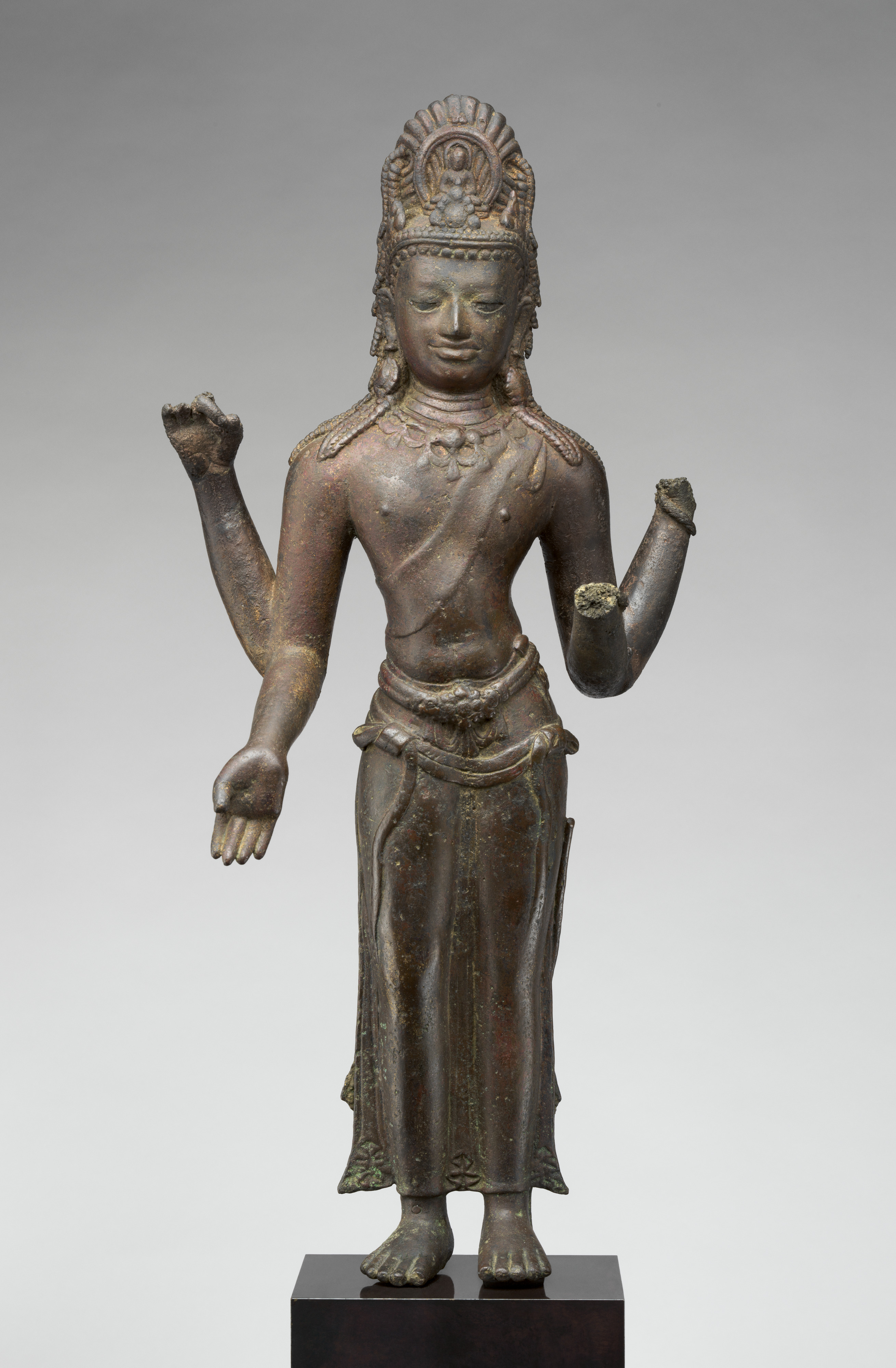
Avalokiteshvara à quatre bras. Cuivre, VIIIe siècle. MET.

Il se récite en parallèle avec une visualisation, plus détaillée encore, du mandala d'Avalokiteshvara, c'est-à-dire de l'assemblée des déités qui accompagnent le bodhisattva. Chaque élément  de cette représentation — ornement, objet rituel — est lui-même symbolique. Par exemple, chacun des quatre bras d'Avalokiteshvara représente un des quatre incommensurables.
Quant au lotus, il surgit de la boue, traverse l'eau pour fleurir au soleil sans être lui-même entaché, symbolisant par là la pureté et la beauté. Encore ici la nature essentielle ne subit pas les distorsions adventices du samsara, tout comme l'être qui a assimilé les sagesses de la vacuité et de la non-dualité. Les citations ci-dessous donnent encore d'autres dimensions de ces symboles.
De plus, chacune de ses syllabes est le bīja, l'essence-semence de libération de chacun des domaines ou règnes d'existence, depuis les paradis des devas jusqu'aux enfers. C'est donc à l'univers entier que le pratiquant envoie sa compassion. On peut aussi faire du mantra l'invocation du muni (« sage ») ou bouddha de chacun de ces domaines. Enfin, chaque syllabe représente une des six vertus transcendantes, ou pāramitā, de la pensée du mahāyāna, que le pratiquant cherche à actualiser en lui-même. Voici le tableau de ces correspondances.
| Syllabe (Bīja) | Vertu (Pāramitā)       | Sagesse (Jñāna)     | Distorsion type (Klesha) | Domaine samsarique, | Couleur           |
| -------------- | ---------------------- | ------------------- | ------------------------ | ------------------- | ----------------- |
| Om̐             | Générosité (Dāna)      | Sagesse             | Orgueil / Ego            | Deva                | Blanc             |
| Ma             | Éthique (Shīla)        | Tout-accomplissante | Envie                    | Titans (Asuras)     | Vert              |
| Ni             | Tolérance (Kshānti)    | ---                 | Passion                  | Humains             | Jaune             |
| Pad            | Persévérance (Vīrya)   | Tout-embrassante    | Torpeur                  | Animaux             | Bleu ciel         |
| Mé             | Concentration (Dhyāna) | Discriminante       | Avidité                  | Fantômes (Preta)    | Rouge             |
| Hum            | Discernement (Prajñā)  | Semblable-au-miroir | Haine                    | Enfers              | Bleu nuit ou noir |

Les six syllabes du mantra, en tibétain et en cercle. Au centre la septième syllabe, hr̥ḥ.
Le six syllabes du mantra, écrites horizontalement, en tibétain.

### Interprétations universitaires
Selon Donald S, Lopez Jr, spécialiste du vajrayāna, maṇipadme serait un vocatif interpellant Maṇipadmā, donc un autre nom d'Avalokiteshvara, sous forme féminine. Il pourrait cependant s'agir d'une personnification tardive du Joyau-Lotus. Il contredit ainsi l'interprétation usuelle du mantra : en effet dans le langage codé, dit « crépusculaire », du tantrisme, le lotus réfère au vagin, alors que le mani ou le vajra désigne le pénis. Ces connotations ne sont pas évoquées ici, et ne justifient pas une traduction telle que « Hommage au joyau dans le lotus » : « En se basant sur les sources tibétaines et sur une analyse de la grammaire, il apparaît que selon lui le mantra ne peut pas signifier le joyau dans le lotus et que les infinies variations de cette mésinterprétation sont seulement fantaisistes. »
Quant à Alexander Studholme, il soutient dans un livre qu'il a consacré au mantra, rappelant que dans le contexte du Kāraṇḍavyūha-sūtra, Manipadmé est un locatif signifiant « dans le Joyau-Lotus », et désignant le mode de naissance dans la « Terre Pure » du Bouddha Amitabha, où le récitant aspire à renaître. Il confirme aussi que ce serait un nom d'Avalokiteśvara ou de sa parèdre, et que ce mantra condense plusieurs niveaux d'intention spirituelle.

## Dans la culture populaire
- « Um ma ni bad me hum » du groupe mongol de rap, Ice Top.
- « Маанин Магтал » (Maanin Magtal ou Mani magtal) du groupe Хальмг дуучнр (Khalimg duuchir).
- « Doctor Who » dans l'épisode « Planet of the Spiders » (Saison 11).
- « Le Lama blanc » : le héros Gabriel Marpa récite le mantra à plusieurs reprises.
- « Free Tibet » du groupe Hilight Tribe: composition autour des mantra « Om mani padme hum / Om padma sanbhava / Om dalai lama / Om lamatashide ».
- « Wargames (film) » : dans les premières minutes du film, un militaire récite le mantra.

#### Traduction
- (en) The Basket’s Display. Kāraṇḍavyūha (trad. Peter Alan Roberts with Tulku Yeshi), 84000: Translating the Words of the Buddha, 2020, 89 p. (xxi + 68 p.) (lire en ligne [PDF])La version en ligne comprend aussi le glossaire [lire en ligne]

#### Études
- Yoshro IMAEDA, « Note préliminaire sur la formule Om manipadme hum dans les manuscrits tibétains de Touen-houang », dans Michel Soymié (Dir.), Contributions aux études sur Touen-houang, Genève, Droz, 1979, 182 p. (ISBN 978-2-600-03310-7), p. 71-76
- Julius Klaproth, « Explication et origine de la formule bouddhique Om maṇi padmè hoûm », Journal asiatique, Paris, Dondey-Dupré, 2e série, t. 7,‎ 1831, p. 185-206 (lire sur Wikisource).
- (de) Walter Mangelsdorf, Erlebnis Indien. Besinnliche Reise von Ceylon Nach Buddha Gaya, Wiesbaden, Vieweg+Teubner Verlag, 1950, 196 p. (ISBN 3-663-02421-0, lire en ligne), « Om Mani Padme Hum », p. 123-132.
- (en) Peter Skilling, « An Oṃ Maṇipadme Hūṃ Inscription from South-East Asia », Aséanie, no 11,‎ 2003, p. 13-20 (www.persee.fr/doc/asean_0859-9009_2003_num_11_1_1770)
- (en) Alexander Studholme, The Origins of Om Manipadme Hum : A Study of the Karandavyuha Sutra, Albany, N.Y, State University of New York Press, 2002, 222 p. (ISBN 978-0-791-45390-2, OCLC 59472675, présentation en ligne, lire en ligne).
- (en) P.C. Verhagen, « The Mantra "Om mani-padme hum" in an Early Tibetan Grammatical Treatise », The Journal of the international association of buddhist studies, vol. 13, no 2,‎ 1990, p. 133-138 (lire en ligne).

#### Dictionnaires et encyclopédies
- (en) Robert E. Buswell Jr. et Donald S. Lopez Jr., The Princeton Dictionary of Buddhism, Princeton, Princeton University Press, 2014, xxxii + 1265 p. (ISBN 978-0-691-15786-3)